# بودي بريس
بودي بريس عبارة عن حزمة برامج شبكات اجتماعية مفتوحة المصدر مملوكة لشركة أوتوماتيك منذ عام 2008.  إنه مكون إضافي يمكن تثبيته على ووردبريس لتحويله لشبكة الاجتماعية.  تم تصميم بودي بريس للسماح للمدارس والشركات والفرق الرياضية أو أي مجتمع متخصص آخر ببدء شبكة اجتماعية خاصة بهم أو أداة اتصال.
يرث بودي بريس ويمتد على العناصر الوظيفية المتكاملة لمحرك ووربريس بما في ذلك السمات والإضافات والأدوات . نظرًا لأنه مبني على ووربريس ، فقد تمت كتابته باستخدام نفس التقنيات الأساسية ، بي إتش بي وماي إس كيو إل.
في عام 2010 ، حصل بودي بريس على المركز الثالث في جوائز Packt للمشاريع المفتوحة المصدر الواعدة ، وخسر أمام Pimcore و TomatoCMS.  